# Філіп Манойлович
Філіп Манойлович (серб. Filip Manojlović, нар. 25 квітня 1996, Белград) — сербський футболіст, воротар іспанського клубу «Сан-Себастьян-де-лос-Реєс».
Грав за національну збірну Сербії.

## Клубна кар'єра
Народився 25 квітня 1996 року в Белграді. Вихованець юнацьких команд місцевих клубів «Раднички» та «Црвена Звезда».
З 2014 року почав потрапляти до заявки головної команди останнього клубу, проте у дорослому футболі дебютував, граючи на умовах оренди за «Сопот». Згодом також як орендований гравець виступав за «Бежанію» та «Бачку».
Повернувшись з оренд, протягом сезону 2016/17 був основним гравцем «Црвена Звезди», після чого перебрався до Іспанії, уклавши контракт з «Хетафе». У складі іспанської команди був резервним голкіпером. Сезон 2018/19 провів в оренді в грецькому  «Паніоніосі», а 2020 року перейшов до команди третього іспанського дивізіону «Сан-Себастьян-де-лос-Реєс».

## Виступи за збірні
2015 року дебютував у складі юнацької збірної Сербії (U-19), загалом на юнацькому рівні взяв участь у 3 іграх. У складі збірної U-20 був учасником переможного для сербів молодіжного чемпіонату світу 2015 року, проте на турнірі був лише резервним голкіпером. 
Протягом 2016–2019 років залучався до складу молодіжної збірної Сербії. На молодіжному рівні зіграв у 4 офіційних матчах, був учасником молодіжного Євро-2017.
На початку 2017 року провів свою єдину гру у складі національної збірної Сербії, відстоявши «на нуль» у товариській грі проти збірної США.
| Дата      | Місто     | Господарі | Результат | Гості  | Турнір           | Голи | Примітки |
| --------- | --------- | --------- | --------- | ------ | ---------------- | ---- | -------- |
| 29-1-2017 | Сан-Дієго | США       | 0 – 0     | Сербія | товариський матч | -    |          |
| Усього    |           | Матчів    | 1         |        | Голів            | -0   |          |

## Титули і досягнення
- Чемпіон Сербії: 2015-16
- Чемпіон світу (U-20): 2015